# Хохлатка тугайная
Хохлатка тугайная (Paragluphisia oxiana) — ночная бабочка из семейства хохлатки. Эндемик пустынь Средней Азии, имеющий разорванный ареал.

## Описание
Длина переднего крыла самца 12—13 мм, самки 13—14 мм. Передние крылья на верхней стороне серо-белого цвета с густым чёрно-серым опылением. Срединное поле ограничено поперечными черноватыми широкими волнистыми линиями. Базальное и срединное поля иногда имеют лёгкий розовато-коричневый оттенок. Задние крылья белого цвета с затемнённой внешней частью. Внутренний угол задних крыльев тоже затемнён и внутри затемнения проходит короткая беловатая линия.

## Ареал
Мозаично распространённый южнотуранский эндемчный вид. Встречается локально. Ареал разорван на ряд мелких и очень узких участков. Ареал включает территорию Узбекистана, Таджикистана, Казахстана. В Узбекистане обитает в пойме реки Сурхандарья у Термеза, поймы Амударья у города Турткуль, поймы Зеравшан у Самарканда, Бухары, Гиждувана. В Казахстане достоверно известен из поймы Сырдарьи. В Таджикистане встречается в низовьях Кызылсу в Пархарском районе, на реки Пяндж в посёлке Файзабадкала, посёлок Нижний Пяндж, заповеднике Тигровая балка в
Вахшской долине, в низовьях реки Кафирниган около посёлка Айвадж
Типичным местообитанием являются туранговые тугаи в поймах рек в пустынной зоне на высотах 360—500 м над ур. м. Обитает в тугайных лесах, состоящих из туранги, лоха, тамариска, кендыря и различных травянистых растений, а также и в рощах вдоль русел равнинных рек.

## Биология
Образ жизни недостаточно изучен. Развивается 2-3 поколения в году. Время лёта с конца апреля по начало августа. Бабочки активны в ночное время. Гусеницы и кормовое растение неизвестны.

## Охрана
Вид включён в Красную книгу Казахстана и Красную книгу Узбекистана.
Численность вида повсеместно низкая и продолжает неуклонно сокращаться. Сокращение численности вида происходит из-за уничтожения пойменных тугайных лесов.